# Han Wendi
Han Wendi (chin. 漢文帝, Hàn Wéndì; * 202 v. Chr.; † 157 v. Chr.) war ein Kaiser der Han-Dynastie.

## Prinz
Wen wurde als Prinz Liu Heng (劉恒) und 5. Sohn des Kaisers Gaozu (高祖) und der Konkubine Bo (Konkubine) geboren. Nach einem Aufstand in Dai wurde er 196 v. Chr. Prinz desselben. Es ist nicht sicher, ob er jemals in Dai, mit seiner Hauptstadt Jinyang, heutiges Taiyuan in der Provinz Shanxi, gewesen ist, aber Liu Ruyi war wahrscheinlich dort.
181 v. Chr. bot ihm die Kaiserinmutter Lü Zhi, die eigentliche Herrin im Lande war, das Fürstentum Zhao an, doch er lehnte ab, woraufhin ihr Neffe Lü Lu es erhielt. Des Weiteren nahm er in dieser Zeit an militärischen Aktionen gegen die Xiongnu teil.

## Kaiser
Als Lü Zhi 180 v. Chr. starb, zettelten einige Beamte einen Aufstand gegen den Lü-Clan an, der zur Folge hatte, dass Kaiser Houshao abgesetzt und ermordet wurde. Der nun älteste Enkel Gaozus, Liu Xiang, Herr von Qi, gefiel ihnen als möglicher Kaiser nicht, weil er ebenfalls eine mächtige Verwandtschaft hatte. Diese besaß Liu Heng nicht und so wurde er im selben Jahr Kaiser Wen. Er sorgte dafür, dass die aufeinander folgenden Kanzler, Zhou Bo, Chen Ping, Guan Ying, eher Instrumente der Bürokratie denn eigenständige Politiker wurden.
179 v. Chr. wurde ein Gesetz abgeschafft, nach dem Verwandte von Verbrechern verhaftet werden konnten. Weiterhin wurden Waisen, Witwer und Witwen, Senioren ohne Kinder Darlehen und Steuererleichterungen ermöglicht. Über 80-Jährige wurden mit einer bestimmten Menge Reis, Wein, Fleisch, Tuch und Baumwolle im Monat versorgt. Es wurde Frieden mit dem König von Nan-Yue, Zhao Tuo, geschlossen.
Nach einigem Zögern (er hatte vor, seinen Onkel Liu Jiao Kaiser werden zu lassen) erhob der Kaiser seinen, mit der nunmehrigen Kaiserin Dou (Wen) gezeugten, Sohn Liu Qi zum Kronprinzen.
178 v. Chr. verlangte er, dass seine Beamten ihn kritisieren und Empfehlungen für Stellen in ihren Reihen geben sollten. Beeinflusst wurde er von Jia Yi, der Lehrer für Prinzen wurde.
176 v. Chr. wurde Zhou Bo des Verrats beschuldigt, ohne Untersuchung verhaftet und nur durch den Einspruch der Prinzessin Changping gerettet.
Im darauf folgenden Jahr erließ er trotz Widerspruchs Jia Yis ein Gesetz, das es jedem ermöglichte, Münzen zu prägen. Begünstigt wurden dadurch vor allem Liu Pu, Prinz von Wu und der Beamte Deng Zange, zu dem der Kaiser möglicherweise ein homosexuelles Verhältnis hatte. Dafür spricht, dass dieser ohne erkennbare Begabung gefördert wurde, sowie Angaben von gewissen Beamteten.
174 v. Chr. gab es einen Konflikt mit dem einzigen lebenden Bruder des Kaisers und Herren von Huainan, Liu Chang, der immer wieder das Missfallen desselben erregte, indem er dem Kaiser vorbehaltene Zeremonien u. ä. durchführte.
Trotz allem hing der Kaiser sehr an ihm. Damit er sich änderte, schrieb der Onkel des Kaisers, Bo Zhao, ihm einen Brief. Er allerdings fühlte sich beleidigt und plante einen Aufstand. Dieser wurde entdeckt, Liu Chang verbannt. Er beging vermutlich Selbstmord.
170 v. Chr. tötete Bo Zhao einen kaiserlichen Kurier und wurde zum Suizid genötigt.
169 v. Chr. wurde Chao Cuo, der Vorschläge zum Verhalten gegenüber den Xiongnu machte, Beamter und Mitglied im Haushalt des Kronprinzen, dessen erster Berater er später wurde.
168 v. Chr. wurden auf Chaos Vorschlag Menschen, die Nahrung, die im Kampf gegen die Xiongnu helfen sollte, abgaben, amnestiert oder mit Adelstiteln belohnt.
167 v. Chr. wurden die Strafen des Verstümmeln des Gesichts, des Abschneidens der Nase und des Fußes durch Peitschenhiebe ersetzt. Wie sich herausstellte, gab es dabei aber mehr Tote als vorher. 
Ab ca. 165 v. Chr. verfiel der Kaiser dem Aberglauben. Der angebliche Magier Xinyuan Ping, der eine Veränderung der Sonnenlaufbahn im kommenden Jahr richtig voraussagte, wollte eine Umstrukturierung des Regierungssystems. Er wurde allerdings des Betrugs überführt.
158 v. Chr. fielen die Xiongnu im heutigen Shaanxi ein. Der Kaiser besuchte seine Truppen und wurde dort auf das militärische Talent von Zhou Bos Sohn Zhou Yafu aufmerksam, der ein wichtiger Heerführer werden sollte.
Der Kaiser, der auch das staatliche Prüfungssystem verbesserte und den Konfuzianismus förderte, starb im Sommer 157 v. Chr. Auf Anweisung seines Sohns und Nachfolgers Han Jingdi wurden die Trauerperiode verkürzt und die kinderlosen Konkubinen seines Vaters nicht mit diesem begraben.

## Kinder
Söhne:
- Liu Qi, der Kaiser Jingdi
- Liu Wu
- Liu Can
- Liu Yi

Töchter:
- Changping
- Liu Piao, auch Guantao